# Ceratopetalum corymbosum
Ceratopetalum corymbosum är en tvåhjärtbladig växtart som beskrevs av Cyril Tenison White. Ceratopetalum corymbosum ingår i släktet Ceratopetalum och familjen Cunoniaceae. Inga underarter finns listade i Catalogue of Life.